# 鉄礬柘榴石
鉄礬柘榴石（てつばんざくろいし）は、ネソケイ酸塩の柘榴石群に属する鉱物の一種である。
アルマンディン（almandine）とも呼ばれる。この名称はトルコのアラバンダ（Alabanda）に由来するとされる。

## 概要
組成式はFe3Al2(SiO4)3で表され、多くは苦礬柘榴石成分と固溶体を形成する。赤色から暗赤色を呈し、十二面体あるいは偏菱二十四面体などの自形結晶をつくりやすく、10センチメートルを越えるような大結晶が産出することもある。柘榴石群の中では最も普通に産出する。屈折率は1.83程度で密度と共に苦礬柘榴石よりやや高い。
鉄礬柘榴石は玄武岩など苦鉄質岩の高圧による変成作用により生成し結晶片岩など変成岩中に見られるほか、火成岩の造岩鉱物としても生成される。変成岩中に産出される場合は変成度の指標となり、苦礬柘榴石よりは低圧条件で生成されたことを示すとされる。
美しいものは宝石として用いられ、一般的なものは研磨剤として用いられてきたが、現在では研磨剤としては合成品が主流となっている。またろうそくの炎の明かりにかざして見ると美しい深赤色を呈し、かつては宝石として珍重されていたが、蛍光灯下では黒ずんで見え今日では宝石としてはかつて程評価されていない。

## 産地
広い地域で産出し、東アフリカ、アメリカ合衆国のアラスカおよびオーストリア産の結晶片岩中に含まれる。
日本では茨城県真壁郡真壁町（現在の桜川市）山ノ尾のペグマタイト中（現在は採集禁止）、愛媛県四国中央市土居町の柘榴石角閃岩中に産する。